# The Abbott and Costello Show

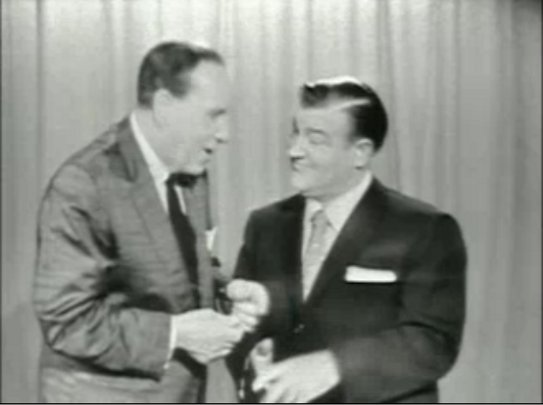
Frame del programa en los años 50

The Abbott and Costello Show, conocido en castellano como El show de Abbott y Costello fue una comedia de televisión estadounidense protagonizada por el dúo de comedia Bud Abbott y Lou Costello, que se estrenó en el 1 de diciembre de 1952 en los Estados Unidos.

## Historia del programa
Lou Costello fue creador del show junto con Bud Abbott. El espectáculo no era un programa de la red cuando se introdujo por primera vez, pero fue vendido en la sindicación de MCA Inc. a cerca de 40 emisoras locales de todo el país. Como resultado, se emitió en días diferentes y en diferentes momentos en diferentes ciudades. En Nueva York, apareció por primera vez en la filial de la CBS, WCBS, el 5 de diciembre de 1952  pero no se llegó a nivel nacional en esa red. (La temporada 1953-54) fue transmitida localmente en WNBT, como la NBC de Nueva York estación principal que se conocía entonces). Sin embargo, los episodios de la primera temporada se repitieron en el marco del programa de CBS "Sábado por la mañana durante la temporada 1954-1955.

## Argumento
La comedia gira en torno a las aventuras de dos simpáticos desempleados: El astuto Bud Abbott y el ingenuo Lou Costello, quienes viven en un departamento alquilado por un malhumorado Sidney Fields, ya que casi nunca le pagan la renta. Por otra parte, tanto Abbott como Costello a menudo se meten en líos con hermosas mujeres y, de vez en cuando, los acompaña Hillary, la vecina de ambos. Además Costello también tiene problemas con Stinky, un joven muy travieso vestido con traje de marinero (interpretado por Joe Besser), y Mike, un policía quien siempre termina perdiendo la paciencia ante Costello, para luego golpearlo con su garrote.

## Elenco
- Bud Abbott ... Bud
- Lou Costello ... Lou
- Sidney Fields ... Sr. Fields, el casero
- Hillary Brooke ... Hillary
- Gordon Jones ... Mike, el policía
- Joe Besser ... Stinky
- Joe Kirk ... Sr. Bacciagalupe, el cocinero italiano

## Enlaces
- http://www.imdb.com/title/tt0044229/
- Oficial sitio web Abbott and Costello

- Datos: Q3763674